# نامه‌های هفت‌گانه (ژاکو د ویتری)
نامه‌های هفت‌گانه نوشته یعقوب ویتری که شامل نامه‌های وی به پاپ هونوریوس سوم است که از مهم‌ترین و معتبرترین منابع تاریخی برای وقایع و حوادث حمله پنجم صلیبی و احوال صلیبیون در شام و انطاکیه است.